# Євпаторійська міська рада
Євпаторі́йська міська́ ра́да (крим. Kezlev şeer şurası, рос. Евпаторийский городской совет) — адміністративно-територіальна одиниця та орган місцевого самоврядування у складі Євпаторійського району Автономної Республіки Крим. Адміністративний центр — колишнє місто республіканського значення Євпаторія. 2014 року місто було окуповано російськими військами.

## Загальні відомості
- Територія ради: 65 км²
- Населення ради: 123 800 осіб (станом на 1 серпня 2013 року)
- Водоймища на території, підпорядкованій даній раді: Каламітська затока

Офіційні мови: українська, кримськотатарська, російська.

## Адміністративний устрій
Міській раді підпорядковані:
- м. (Євпаторія) Кезлев (Kezlev)
- Заозерненська селищна рада
  - смт (Заозерне) Яли-Мойнак (Yalı Moynaq)
- Мирнівська селищна рада
  - смт Мирний
- Новоозернівська селищна рада
  - смт Новоозерне

Смт Заозерне знаходиться безпосередньо поряд з містом Євпаторія, а Новоозерне і Мирний — досить далеко, біля берега озера Донузлав й оточенні з усіх боків територією Сакського району.

## Населення
Розподіл населення за віком та статтю (2001)
| Стать | Всього | До 15 років | 15-24 | 25-44  | 45-64  | 65-85 | Понад 85 |
| --- | ------ | ----------- | ----- | ------ | ------ | ----- | -------- |
| Чоловіки | 52 623 | 9174        | 9200  | 16 047 | 13 102 | 4888  | 212      |
| Жінки | 64 941 | 8668        | 8719  | 19 236 | 17 897 | 9749  | 672      |
| \| Статево-вікова піраміда \| Статево-вікова піраміда \| Статево-вікова піраміда \| \| ----------------------- \| ----------------------- \| ----------------------- \| \| Чоловіки \| Вік \| Жінки \| \| 212 \| 85 + \| 672 \| \| 371 \| 80-84 \| 1073 \| \| 996 \| 75-79 \| 2529 \| \| 1696 \| 70-74 \| 3300 \| \| 1825 \| 65-69 \| 2847 \| \| 3179 \| 60-64 \| 4890 \| \| 2124 \| 55-59 \| 3021 \| \| 3714 \| 50-54 \| 4723 \| \| 4085 \| 45-49 \| 5263 \| \| 4363 \| 40-44 \| 5509 \| \| 4412 \| 35-39 \| 5472 \| \| 3493 \| 30-34 \| 4156 \| \| 3779 \| 25-29 \| 4099 \| \| 4216 \| 20-24 \| 4260 \| \| 4984 \| 15-20 \| 4459 \| \| 4320 \| 10-14 \| 4183 \| \| 2780 \| 5-9 \| 2584 \| \| 2074 \| 0-4 \| 1901 \| |        |             |       |        |        |       |          |
| Статево-вікова піраміда |        |             |       |        |        |       |          |
| Чоловіки | Вік    | Жінки       |       |        |        |       |          |
| 212 | 85 +   | 672         |       |        |        |       |          |
| 371 | 80-84  | 1073        |       |        |        |       |          |
| 996 | 75-79  | 2529        |       |        |        |       |          |
| 1696 | 70-74  | 3300        |       |        |        |       |          |
| 1825 | 65-69  | 2847        |       |        |        |       |          |
| 3179 | 60-64  | 4890        |       |        |        |       |          |
| 2124 | 55-59  | 3021        |       |        |        |       |          |
| 3714 | 50-54  | 4723        |       |        |        |       |          |
| 4085 | 45-49  | 5263        |       |        |        |       |          |
| 4363 | 40-44  | 5509        |       |        |        |       |          |
| 4412 | 35-39  | 5472        |       |        |        |       |          |
| 3493 | 30-34  | 4156        |       |        |        |       |          |
| 3779 | 25-29  | 4099        |       |        |        |       |          |
| 4216 | 20-24  | 4260        |       |        |        |       |          |
| 4984 | 15-20  | 4459        |       |        |        |       |          |
| 4320 | 10-14  | 4183        |       |        |        |       |          |
| 2780 | 5-9    | 2584        |       |        |        |       |          |
| 2074 | 0-4    | 1901        |       |        |        |       |          |

За даними перепису населення 2001 року населення території, підпорядкованої міськраді Євпаторії становило 117 565 осіб. У населенні були присутні такі етнічні групи:
- росіяни — 64,9 %
- українці — 23,3 %
- кримські татари — 6,9 %
- білоруси — 1,5 %
- вірмени — 0,5 %
- євреї — 0,4 %
- татари — 0,2 %
- поляки — 0,2 %
- молдовани — 0,2 %
- азербайджанці — 0,2 %
- корейці — 0,1 %
- цигани — 0,1 %
- караїми — 0,1 %
- німці — 0,1 %
- узбеки — 0,1 %[2].

## Склад ради
Рада складається з 50 депутатів та голови.
- Голова ради: Даниленко Андрій Петрович
- Секретар ради: Ніколаєнко Анжела Олександрівна

### Керівний склад попередніх скликань
| Прізвище, ім'я, по батькові | Основні відомості                                          | Дата обрання | Дата звільнення |
| --------------------------- | ---------------------------------------------------------- | ------------ | --------------- |
| Даниленко Андрій Петрович   | Міський голова, 1956 року народження                       | 26.03.2006   | 31.10.2010      |
| Даниленко Андрій Петрович   | Міський голова, 1956 року народження, член Партії регіонів | 31.10.2010   |                 |

Примітка: таблиця складена за даними сайту Верховної Ради України

### Депутати
За результатами місцевих виборів 2010 року:
- Кількість мандатів: 50
- Кількість мандатів, отриманих за результатами виборів: 49
- Кількість мандатів, що залишаються вакантними: 1

#### За суб'єктами висування
| Суб'єкт висування                                       | Кількість обраних депутатів | %    |
| ------------------------------------------------------- | --------------------------- | ---- |
| Партія регіонів                                         | 39                          | 79,6 |
| Комуністична партія України                             | 2                           | 4,1  |
| Політична партія «Руська єдність»                       | 2                           | 4,1  |
| Політична партія «Сильна Україна»                       | 2                           | 4,1  |
| Народно-демократична партія (НДП)                       | 1                           | 2    |
| Партія «Союз»                                           | 1                           | 2    |
| Політична партія Всеукраїнське об'єднання «Батьківщина» | 1                           | 2    |
| Політична партія «Народний рух України»                 | 1                           | 2    |

#### За округами
| № округу                                                | Прізвище, ім'я, по батькові      | Дата визнання обраним | Освіта             | Партійна приналежність                        | Відомості про обраного депутата |
| ------------------------------------------------------- | -------------------------------- | --------------------- | ------------------ | --------------------------------------------- | --- |
| Комуністична партія України                             |                                  |                       |                    |                                               | |
| б/м                                                     | Махнаков Анатолій Іванович       | 03.11.2010            | вища               | член Комуністичної партії України             | пансионат им. Ю. А. Гагарина, директор |
| б/м                                                     | Журжа Наталя Іванівна            | 03.11.2010            | вища               | член Комуністичної партії України             | ТОВ «Кримкіно», директор |
| Народно-демократична партія (НДП)                       |                                  |                       |                    |                                               | |
| 25                                                      | Польська Любов Дмитрівна         | 03.11.2010            | вища               | член Народно-демократичної партії (НДП)       | Новоозерненська загальноовітня школа, викладач                                                                                            |
| Партія регіонів                                         |                                  |                       |                    |                                               | |
| б/м                                                     | Ярош Володимир Володимирович     | 03.11.2010            | вища               | член Партії регіонів                          | санаторій дитячого оздоровчого центру «Мрія» Південної залізниці, директор                                                                |
| б/м                                                     | Лисенко Людмила Олександрівна    | 03.11.2010            | вища               | член Партії регіонів                          | міська профспілка працівників житлово-комунального господарства, місцевої промисловості, побутового обслуговування населення, голова      |
| б/м                                                     | Шевцов Олександр Вікторович      | 03.11.2010            | вища               | член Партії регіонів                          | комунальна установа «Дитяче територіальне медичне об'єднання» м. Євпаторії, головний лікар                                                |
| б/м                                                     | Пермяков Андрій Олегович         | 03.11.2010            | вища               | член Партії регіонів                          | міжнародний дитячий центр — комплекс «Золотий ключик», художній керівник                                                                  |
| б/м                                                     | Дмитрук Галина Степанівна        | 03.11.2010            | вища               | член Партії регіонів                          | міська профспілкова організація працівників охорони здоров'я, голова                                                                      |
| б/м                                                     | Ніколаєнко Анжела Олександрівна  | 03.11.2010            | вища               | член Партії регіонів                          | виконавчий комітет Євпаторійської міської ради, радник міського голови                                                                    |
| б/м                                                     | Горянна Ольга Аркадіївна         | 03.11.2010            | вища               | член Партії регіонів                          | комунальне підприємство «Міський центр здоров'я», головний лікар                                                                          |
| б/м                                                     | Гальперт Яків Йосифович          | 03.11.2010            | вища               | член Партії регіонів                          | комунальне підприємство «Дитяче територіальне медичне об'єднання», завідувач центру охорони зору                                          |
| б/м                                                     | Бітний Юрій Францевич            | 03.11.2010            | вища               | член Партії регіонів                          | приватний підприємець |
| б/м                                                     | Дмитренко Тетяна Миколаївна      | 03.11.2010            | вища               | член Партії регіонів                          | Євпаторійська дитяча школа мистецтв, директор                                                                                             |
| б/м                                                     | Асанов Самір Діляверович         | 03.11.2010            | середня спеціальна | член Партії регіонів                          | Євпаторійська міська організація Українського Союзу ветеранів Афганістану, голова                                                         |
| б/м                                                     | Черкасець Олександр Георгійович  | 03.11.2010            | середня            | член Партії регіонів                          | приватний підприємець |
| б/м                                                     | Кондратьєв Тимур Олександрович   | 03.11.2010            | вища               | член Партії регіонів                          | Державне підприємство «Євпаторійській морський торговельний порт», виконувач обов'язків начальника                                        |
| б/м                                                     | Шкварницький Віталій Валерійович | 03.11.2010            | вища               | член Партії регіонів                          | КРП «Виробниче підприємство водопроводно-каналізаційного господарства» м. Євпаторія, заступник директора з економіки та інвестиції        |
| б/м                                                     | Креслов Олександр Ігорович       | 03.11.2010            | вища               | член Партії регіонів                          | дитячий клінічний спеціалізований санаторій ім. Крупської, головний лікар                                                                 |
| б/м                                                     | Рибалко Галина Дмитрівна         | 03.11.2010            | вища               | член Партії регіонів                          | Євпаторійський навчально-виховний комплекс «Гімназія з поглибленим вивченням англійської мови № 8», заступник директора з виховної роботи |
| б/м                                                     | Шумський Ярослав Вікторович      | 05.11.2010            | вища               | член Партії регіонів                          | ТОВ «Пансіонат Роднічок», директор |
| б/м                                                     | Пурім Марко Ісаакович            | 05.11.2010            | середня спеціальна | член Партії регіонів                          | Верховна Рада України, помічник-консультант Народного депутата України                                                                    |
| 1                                                       | Котєньова Наталія Георгіївна     | 03.11.2010            | вища               | член Партії регіонів                          | загальноосвітня школа № 12 м. Євпаторія, директор                                                                                         |
| 2                                                       | Осьмінін Сергій Анатолійович     | 03.11.2010            | вища               | член Партії регіонів                          | ТОВ «Машсервіс», керівник |
| 3                                                       | Негру Наталія Іванівна           | 03.11.2010            | вища               | член Партії регіонів                          | виконавчий комітет Євпаторійської міської ради, начальник управління кадрової політики                                                    |
| 4                                                       | Бризицький Геннадій Олексійович  | 03.11.2010            | вища               | член Партії регіонів                          | Євпаторійське міське управління Головного управління МНС України в АРК, начальник                                                         |
| 5                                                       | Леонова Емілія Михайлівна        | 03.11.2010            | вища               | член Партії регіонів                          | Євпаторійська загальноосвітня школа № 1, директор                                                                                         |
| 6                                                       | Маркосянц Валерій Павлович       | 03.11.2010            | вища               | член Партії регіонів                          | Євпаторійський міськкоопринторг Кримспоживспілки, директор                                                                                |
| 7                                                       | Погребна Тетяна Леонідівна       | 03.11.2010            | вища               | член Партії регіонів                          | комунальний заклад «Пологовий будинок», головний лікар                                                                                    |
| 8                                                       | Коробчук Ігор В'ячеславович      | 03.11.2010            | вища               | член Партії регіонів                          | державна податкова інспекція в м. Євпаторія, начальник                                                                                    |
| 9                                                       | Гойкалов Ігор Борисович          | 03.11.2010            | середня            | член Партії регіонів                          | виробничий кооператив «Санаторій Золотий берег», директор                                                                                 |
| 10                                                      | Вєтріла Тамара Григорівна        | 03.11.2010            | вища               | член Партії регіонів                          | комунальний заклад «Євпаторійська міська лікарня № 2», головний лікар                                                                     |
| 11                                                      | Попович Іван Михайлович          | 03.11.2010            | вища               | член Партії регіонів                          | КП «Житловік-1», директор |
| 12                                                      | Ликова Людмила Леонідівна        | 03.11.2010            | вища               | член Партії регіонів                          | гімназія № 8, директор |
| 13                                                      | Прочан Володимир Миколайович     | 03.11.2010            | вища               | член Партії регіонів                          | Державний заклад спеціальний (спеціалізований) клінічний санаторій «Орлятко», головний лікар                                              |
| 14                                                      | Колпакова Ірина Феліксівна       | 03.11.2010            | вища               | член Партії регіонів                          | управління охорони здоров'я Євпаторійської міської ради, заступник начальника                                                             |
| 15                                                      | Донцова Ольга Олександрівна      | 03.11.2010            | вища               | член Партії регіонів                          | Євпаторійська СШ № 16, методист |
| 16                                                      | Заскока Володимир Михайлович     | 03.11.2010            | вища               | член Партії регіонів                          | Євпаторійський міський центр зайнятості, директор                                                                                         |
| 18                                                      | Назаров Борис Костянтинович      | 03.11.2010            | вища               | член Партії регіонів                          | Євпаторійське управління експлуатації газового господарства ВАТ «Кримгаз», начальник                                                      |
| 19                                                      | Соколов Олександр Васильович     | 03.11.2010            | вища               | член Партії регіонів                          | ПП «Черемшина», директор |
| 20                                                      | Рибницький Олександр Вікторович  | 03.11.2010            | вища               | член Партії регіонів                          | КЗ «Євпаторійська дитячо-юнацька спортивна школа управління по фізичній культурі і спорту», директор                                      |
| 21                                                      | Колосов Олександр Миколайович    | 03.11.2010            | вища               | член Партії регіонів                          | Євпаторійська державна податкова інспекція м. Євпаторія, перший заступник начальника                                                      |
| 24                                                      | Парасків Лада Віталіївна         | 03.11.2010            | вища               | член Партії регіонів                          | приватний підприємець |
| Партія «Союз»                                           |                                  |                       |                    |                                               | |
| б/м                                                     | Золотухін Володимир Дем'янович   | 03.11.2010            | вища               | член Партії «Союз»                            | ТОВ «ПМК-84», директор |
| Політична партія Всеукраїнське об'єднання «Батьківщина» |                                  |                       |                    |                                               | |
| б/м                                                     | Волошенко Оксана Петрівна        | 03.11.2010            | вища               | член Всеукраїнського об'єднання «Батьківщина» | редакція газети «Відомості», редактор |
| Політична партія Народний Рух України                   |                                  |                       |                    |                                               | |
| 22                                                      | Алімов Абкерім Шєїпович          | 03.11.2010            | вища               | член Народного Руху України                   | ТОВ «Кодар», головний інженер |
| Політична партія «Руська Єдність»                       |                                  |                       |                    |                                               | |
| б/м                                                     | Кутнєв Сергій Олександрович      | 03.11.2010            | вища               | член Політичної партії «Руська Єдність»       | пенсіонер |
| б/м                                                     | Мухсимов Гаяр Еркинович          | 15.11.2010            | вища               | член Політичної партії «Руська Єдність»       | приватний підприємець |
| Політична партія «Сильна Україна»                       |                                  |                       |                    |                                               | |
| б/м                                                     | Аликсієвич Руслан Вікторович     | 03.11.2010            | вища               | член Політичної партії «Сильна Україна»       | управління у справах сім'ї та молоді Євпаторійської міської ради, керівник                                                                |
| 23                                                      | Тихончук Роман Георгійович       | 03.11.2010            | вища               | член Політичної партії «Сильна Україна»       | ТОВ «Сталкер», генеральний директор |

## Бібліотеки
У межах Євпаторії та Євпаторійської міськради нараховується близько п'ятнадцяти дитячих та дорослих бібліотек. У своєму арсеналі бібліотеки міста мають книжкові фонди. Бібліотечне обслуговування здійснюють:
- Центральна міська бібліотека імені О. Пушкіна

Бібліотеки для дорослих:
- Бібліотека-філія № 1 ім. М. Островського
- Бібліотека-філія № 2 ім. Л. Українки
- Бібліотека-філія № 3 ім. Н. Крупської
- Бібліотека-філія № 4 ім. В. Маяковського
- Бібліотека-філія № 8
- Бібліотека-філія № 10
- Бібліотека-філія № 11
- Бібліотека-філія № 13
- Бібліотека-філія № 14 ім. І. Сельвінського

Бібліотеки для дітей:
- Центральна дитяча бібліотека ім. А. Макаренко
- Бібліотека-філія № 6 ім. Ю. Гагаріна
- Бібліотека-філія № 7
- Бібліотека-філія № 9
- Бібліотека-філія № 12

## FM радіостанції міськради
| - 90,1 — Радіо 5 — Ретро FM - 90,6 — Авторадіо-Україна - 91,1 — Радіо «Ера» - 100,6 — Радіо «Мелодія» - 101,2 — ХІТ FM Україна - 101,7 — Наше Радіо - 102,3 — Транс-М-радіо - 103,1 — Радіо «Шарманка» - 60,9 і 103,7 — Europa Plus Крим | - 103,9 — Ретро FM - 104,8 — «Асоль» ЧТРК - 105,4 — Радіо Шансон - 105,9 — Радіо-Рок - 106,1 — «Русское радио» Україна - 106,8 — Лідер - 107,3 — Русское Радио - 107,9 — Gala Radio |